# إبراهام شيبرد
إبراهام شيبرد (بالإنجليزية: Abraham Shepherd) هو سياسي أمريكي، ولد في 13 أغسطس 1776 في الولايات المتحدة، وتوفي في 16 يناير 1847 في نفس البلد. حزبياً، نشط في الحزب الديمقراطي. وقد انتخب عضو مجلس نواب أوهايو.